# Yohan Cabaye
Yohan Cabaye (Tourcoing, Francuska, 14. siječnja 1986.)  bivši je francuski nogometaš koji je igrao na poziciji  veznog. 

## Klupska karijera

### Lille O.S.C.
Yohan Cabaye nogomet je počeo trenirati sa samo šest godina u lokalnom francuskom niželigašu Tourchingu (na granici Francuske i Belgije). U Tourchingu ostaje sve do 1998.g. kada njegov talenat prepoznavaju skauti Lillea i dovode ga u francuski prvoligaš. Cabaye je u mlađim kategorijama Lillea bio sve do 2004.g. Za seniorsku momčad Lillea debitira 7. studenog 2004.g. u prvenstvenoj utakmici protiv Istresa. U svojoj debitantskoj sezoni (2004./05.) upisuje četrnaest nastupa u svim natjecanjima. Već sljedeće sezone osigurao je svoje mjesto u prvoj jedanaestorici Lillea koje je zadržao sve do danas. Također u drugoj sezoni postiže i svoj prvi pogodak, protivnik je bio Auxerre. Za Lille je nastupio ukupno 252 puta, postigao 39 pogodaka uz četiri asistencije manje. Nastupao je za gotovo sve mlađe kategorije francuske reprezentacije (od U16 do U21 gdje je bio kapetan), a 2005.g. je s U19 reprezentacijom postao prvak starog kontinenta. Nakon kraha Francuske na Svjetskom prvenstvu 2010.g. novi izbornik Blanc dao je priliku igračima koji nisu bili na Svjetskom, ali zaslužuju nositi francuski dres, pa je za prijateljski dvoboj s Norveškom pozvao Cabayea koji je upravo na toj utakmici debitirao za seniorsku reprezentacije.

### Newcastle United
Dana 10. lipnja 2011. potvrđeno je da će s engleskim Newcastle Unitedom potpisati ugovor na pet godina.
2. ožujka 2013. Cabaye je napravio svoj prvi start kao kapetan Newcastlea protiv Swansea Cityja, zamijenivši ozlijeđenog kapetana Fabricia Coloccinija.

### Paris Saint Germain
Dana 29. veljače 2014. potpisao je trogodišnji ugovor s francuskim Paris Saint-Germainom.

### Crystal Palace F.C.
U srpnju 2015., Francuz prelazi u Crystal Palace F.C. S Englezima potpisuje ugovor na tri godine. Nije poznato koliko je Crystal Palace F.C. platio za Cabayea. Debitirao je za Crystal Palace F.C. 8. kolovoza 2015. protiv Norwich Cityja. U ovoj utakmici je zabio zadnji gol za konaćnih 1-3 za Crystal Palace F.C.

## Reprezentativna karijera
Cabaye je debitirao za Francusku u 2010. kao zamjena za Yann M'Vila. Francuski nogometni izbornik objavio je u svibnju 2016. popis za nastup na Europskom prvenstvu u Francuskoj, među kojim je i Cabaye.